# Dômes de Khotal-Ekva
Khotal-Ekva Tholi
Pour les articles homonymes, voir Khotal-Ekva.
Les dômes de Khotal-Ekva (désignation internationale : Khotal-Ekva Tholi) sont un ensemble de dômes situé sur Vénus dans le quadrangle de Diana Chasma. Il a été nommé en référence à Khotal-Ekva, déesse du soleil mansi.